# André H. Caron
 (septembre 2019).
Si vous disposez d'ouvrages ou d'articles de référence ou si vous connaissez des sites web de qualité traitant du thème abordé ici, merci de compléter l'article en donnant les références utiles à sa vérifiabilité et en les liant à la section « Notes et références ».
Pour les articles homonymes, voir Caron.
André H. Caron, né en 1949 à Québec, est un universitaire canadien dont les recherches en sciences des communications sont principalement axées sur les jeunes et les médias, ainsi que sur l’appropriation des technologies émergentes dans la société. 
Par ses ouvrages et ses recherches, il explore et analyse les questions sociales, culturelles et politiques dans la société et tout particulièrement l’influence des médias traditionnels et nouveaux dans la famille et la vie des enfants et des jeunes.

## Biographie
Aux côtés de James R. Taylor et Annie Méar, il a contribué à la création du premier programme d'études supérieures en communication au Canada français en 1974. Il fut directeur du département de communication de 1985 à 1991 et directeur fondateur du Groupe de recherche sur les jeunes et les médias (GRJM\CYMS Centre for Youth and Media Studies) (1988 à 2017). Il fut désigné titulaire de la chaire Bell de recherche interdisciplinaire sur les technologies émergentes (2003-2011) et dirigea le CITÉ (Centre de recherche interdisciplinaire sur les technologies émergentes). Après une carrière de 45 ans d’enseignement et de recherches, il lui fut octroyé en 2017 le statut de professeur émérite pour les services exceptionnels rendus à l’Université de Montréal.
Au cours de sa carrière, il a été invité en tant que « Visiting Scholar » à Stanford University, Harvard University, Leicester University au Royaume-Uni, l'Università di Bologna en Italie et à l'Université de Fribourg en Suisse. Il a occupé le poste de président du conseil d'administration de Mediasmarts (en) qui œuvre pour l’éducation aux médias et la littératie numérique ; celui de  vice-président du conseil d'administration de l'Office national du film du Canada et  membre de divers conseil d'administration dont  l’Alliance Médias Jeunesse/Youth Media Alliance (anciennement désigné l’institut de radio-télévision pour enfants), le Fonds canadien de télévision et le Fonds pour les nouveaux médias Bell.

## Contributions majeures
Ses recherches ont joué un rôle déterminant pour certaines politiques canadiennes concernant les jeunes et les médias, ainsi que sur la diffusion et l'impact culturel des technologies de l'information et de la communication. En ce qui concerne l'impact des politiques sur les enfants et les jeunes, ses premiers travaux, dès les années 1970, ont permis la publication des premières études réalisées sur l’exposition à la télévision et ses effets sur les enfants Inuits du nord du Québec.
D’autres travaux ont contribué à la proposition de législation du Bureau de la protection du consommateur du Québec régissant le rôle et l'influence de la publicité dans les médias ciblant les enfants (1978),. Certaines de ses  recherches ont également été incluses dans les recommandations de la Commission royale sur la lutte contre la violence à la télévision de l'Ontario (1979).
En 1986, ses travaux incitèrent le ministère des communications du Canada se servir de ses recherches pour encourager le Conseil de la radiodiffusion et des télécommunications canadiennes à tenir des audiences pour un nouveau réseau de télévision privée francophone au Québec afin de contrer le nombre croissant de téléspectateurs francophones se dirigeant vers la télévision américaine,. Ses analyses sont demeurées souvent citées lors des audiences du CRTC lorsque la question des enfants et des médias est soulevée. Connu pour ses études quantitatives à long terme et ses approches multi-méthodologiques, il a participé à plusieurs initiatives internationales à grande échelle dans le cadre de rencontres et de World Summit on Media for Children (Australie, Grèce, France, Suède).
En ce qui concerne l'impact culturel, il fut un des premiers à définir, en tant que tel, dans la littérature scientifique, la« Culture Mobile ». Le concept qui fait référence à la manière dont la nouvelle technologie redéfinit les contraintes temporelles et sociales particulières et met l'accent sur la nouvelle identité nomade des acteurs sociaux contemporains. À ce jour, il a publié de nombreux ouvrages et articles, et a contribué aux travaux fondamentaux publiés dans l’International Handbook for Children, Media and Culture et du Handbook of Child Well-Being,.

## Livres
- Culture mobile : les nouvelles pratiques de communication (Presses de l’Université de Montréal 2005) coécrit avec Letitzia Caronia. Ce livre explore les différentes manières dont le téléphone portable a été adopté dans la société et dans notre vie quotidienne, en particulier vis-à-vis de la jeunesse, et la redéfinition ultérieure des liens sociaux et des relations interpersonnelles, créant finalement l'émergence d'une culture mobile[9].
- Moving Cultures: Mobile Communication in Everyday life (McGill-Queens, University Press, 2007). Coécrit avec Letizia Caronia, ce livre examine comment les adolescents ont adopté de manière créative les téléphones portables dans leur vie sociale et culturelle. Cette appropriation des mobiles existe comme une performance verbale à travers laquelle les jeunes créent de la culture et soutient que les adolescents ont domestiqué et réinterprété cette technologie. Ce livre fut également publié en italien en 2010[12].
- Les enfants devant leurs écrans : la réglementation canadienne de la télévision à l'internet (Presses de l'université de Montréal, 2011). Le livre fournit un aperçu des règles et réglementations existantes qui régissent l'utilisation des écrans par les enfants[13].
- Regulating Screens:Issues in Broadcasting and Internet Governance for Children (McGill-Queens, University Press, 2013). Coécrit avec Ronald I. Cohen, le livre fournit un aperçu des règles et des réglementations existantes qui régissent l’utilisation des écrans par les enfants à l’échelle internationale (notamment au Canada, aux États-Unis, en Australie, au Royaume-Uni et l'Union européenne). Il poursuit l'examen de la manière dont les gouvernements et les organisations non gouvernementales ont contribué à rendre la télévision et Internet plus sûrs pour les enfants[14].

## Prix
- 1989 - Prix BBM Canada: En reconnaissance d'une contribution exceptionnelle à l'industrie de la radio-télévision
- 2010 - Premio Venezia: Chambre de commerce italienne au Canada pour l'excellence dans le domaine scientifique pour la collaboration entre les établissements universitaires québécois et italiens[15].
- 2003-2011 - Chaire Bell: Chaire industrielle développée par Bell Média dans le domaine de la recherche interdisciplinaire sur les technologies émergentes à l'Université de Montréal[16].
- 2017 - Professeur émérite, Université de Montréal[17].
- 2022  - Ordre du Canada (membre)[18]